# Zamarada hombergi
Zamarada hombergi là một loài bướm đêm trong họ Geometridae.